# Devola, Ohio
Devola, Ohio (енгл. Devola) насељено је место без административног статуса у америчкој савезној држави Охајо.

## Демографија
По попису из 2010. године број становника је 2.652, што је 119 (-4,3%) становника мање него 2000. године.
| Група             | 2000.         | 2010.         |
| Белци             | 2.703 (97,5%) | 2.583 (97,4%) |
| Афроамериканци    | 2 (0,1%)      | 19 (0,7%)     |
| Азијати           | 52 (1,9%)     | 13 (0,5%)     |
| Хиспаноамериканци | 3 (0,1%)      | 22 (0,8%)     |
| Укупно            | 2.771         | 2.652         |